# Rimantas Stankevičius
Rimantas Antanas Stankevičius (26 juillet 1944 à Marijampolė, RSS de Lituanie - 9 septembre 1990 Salgareda, Italie) est un cosmonaute soviétique. Il a participé aux essais de la navette spatiale soviétique Bourane (à bord du véhicule d'essai OK-GLI). Il a été tué dans l'accident de son chasseur Soukhoï Su-27 Flanker lors d'un meeting à Salgareda.

## Biographie
En 1966, il sort diplômé de l'école supérieure d'aviation militaire de Tchernigov (ru). Il sert ensuite comme pilote en Allemagne, en Égypte, au Turkménistan. En 1975, Stankevičius devient pilote d'essai. Il réalise des tests de vrille du Mikoyan-Gourevitch MiG-29. Il vole sur 57 types d'avions et totalise plus de 4 000 heures de vol. En 1982, il est classé pilote d'essai de 1re classe.
En 1979, il est assigné à la préparation du programme Bourane (11F35), la navette spatiale soviétique. En février 1982, il passe tous les examens requis et devient ainsi le premier cosmonaute soviétique de nationalité lituanienne. À partir de septembre 1984, il est formé au vol de la navette spatiale Bourane. Stankevičius réalise 15 vols d'essai et 6 essais de roulage (tests taxi) avec le véhicule de tests OK-GLI (BTS-02). Il est à la fois le pilote et le commandant de la navette spatiale.
En 1990, Rimantas Stankevičius participe au meeting Everett Air Show aux commandes d'un avion de chasse Soukhoï Su-27 Flanker. Peu après, il se rend en Italie afin de remplacer un autre pilote soviétique pour le Salgareda Air Show. Le 9 septembre, volant à bord d'un Su-27, il commence une boucle à une altitude inférieure à celle qu'il estimait et fait un atterrissage involontaire. Il peut s'éjecter de l'avion, qui se serait alors écrasé sur la foule, mais il choisit de ne pas le faire. Il est tué dans l'accident, sauvant ainsi les vies de centaines de personnes. L'accident ne fait aucune autre victime.
Stankevičius est enterré à Kaunas, en Lituanie.